# Église Saint-Symphorien de Saint-Symphorien-de-Mahun
 (mars 2018).
L'église Saint-Symphorien est érigée dans la commune de Saint-Symphorien-de-Mahun, département de l'Ardèche en région Auvergne-Rhône-Alpes. L'édifice est situé au cœur du chef-lieu de la commune.

## Historique
- 1090 : Mention du château de Mahun dans le cartulaire de l’abbaye Saint-Chaffre du Monastier-sur-Gazeille. Existe-t-il un bourg castral à ses pieds ?
- XIIe siècle : Construction de l’église de ce bourg dont il subsiste aujourd’hui l’abside. À cette époque, l’ensemble des paroisses vivaroises situées au nord du Doux relèvent de l’archidiocèse de Vienne.
- 1244 : Mention de l’actuel chef-lieu de commune comme « Sancto Simphoriano ».
- XIIIe siècle : Reconstruction de la nef, construction du transept et du clocher de l’église.
- XIVe siècle : 
  - Mention de l’actuel chef-lieu de commune comme « Sancto Simphoriano de Mahuno »
  - Construction de la voute gothique de la croisée du transept et de la chapelle latérale.
- 1630 - 1640 : Passage et prêche de saint Jean-François Régis dans l’église.
- 1649 : Mise en place d’une cloche.
- 1711 : Mise en place des boiseries de la porte principale.
- 1712 : Mise en place d’une deuxième cloche.
- 1749 : Travaux sur l’élévation sud.
- 1789 : Révolution…
- 1793 : Fermeture de l’église au culte ?
- 1802 : Réouverture officielle au culte : l’église demeure paroissiale dans le cadre de la mise en place de l’organisation temporelle concordataire.
- 1808 : Construction de voûtes peintes.
- vers 1825 : Réaménagement du clocher et mise en place d’une troisième cloche.
- 1826 : L’horloge du clocher sonne pour la première fois (1er juin).
- 1832 : Constitution du cadastre « napoléonien » de Saint-Symphorien-de-Mahun. L’église apparait sur le plan. Elle est bordée par le cimetière communal sur son flanc sud.
- Courant XIXe siècle : Construction de la tribune et de la sacristie.
- 1906 : Inventaire de l’église dans le cadre de la Loi de séparation des Églises et de l'État. L'opération se déroule dans un climat de violence : porte de 1711 défoncée à coups de hache, emprisonnement de six opposants manifestants autour de l’église.
- 1943 : Classement d'objets parmi les « monuments historiques ».
- 1966 : Rénovation complète de l’édifice et construction d’une chaufferie.
- 1967 : Journée festive d’inauguration de l’église rénovée en présence de Jean Hermil, évêque de Viviers avec messe, vin d’honneur, animations diverses (3 septembre).
- 1974 - 1977 : Exposition « Tradition et art local » dans l’église (outils de la vie paysanne et objets d’art sacré)
- 1976 : « Fête populaire et de l’Espérance » avec conférence dans l’église « Regard nouveau sur le passé de Mahun » par Michel Faure (1930 – 2020), projection à huit reprises du film « Derrière la porte » d’Alain Lacoste mettant en lumière les habitants, filmés dans leur quotidien entre 1975 et 1976, messe et animation diverses dans le village (1er mai et 2 mai).
- 1994 : La paroisse de Saint-Symphorien-de-Mahun, les autres paroisses catholiques du canton de Satillieu et celle de Lafarre forment l’« Ensemble Inter Paroissial de Satillieu ».

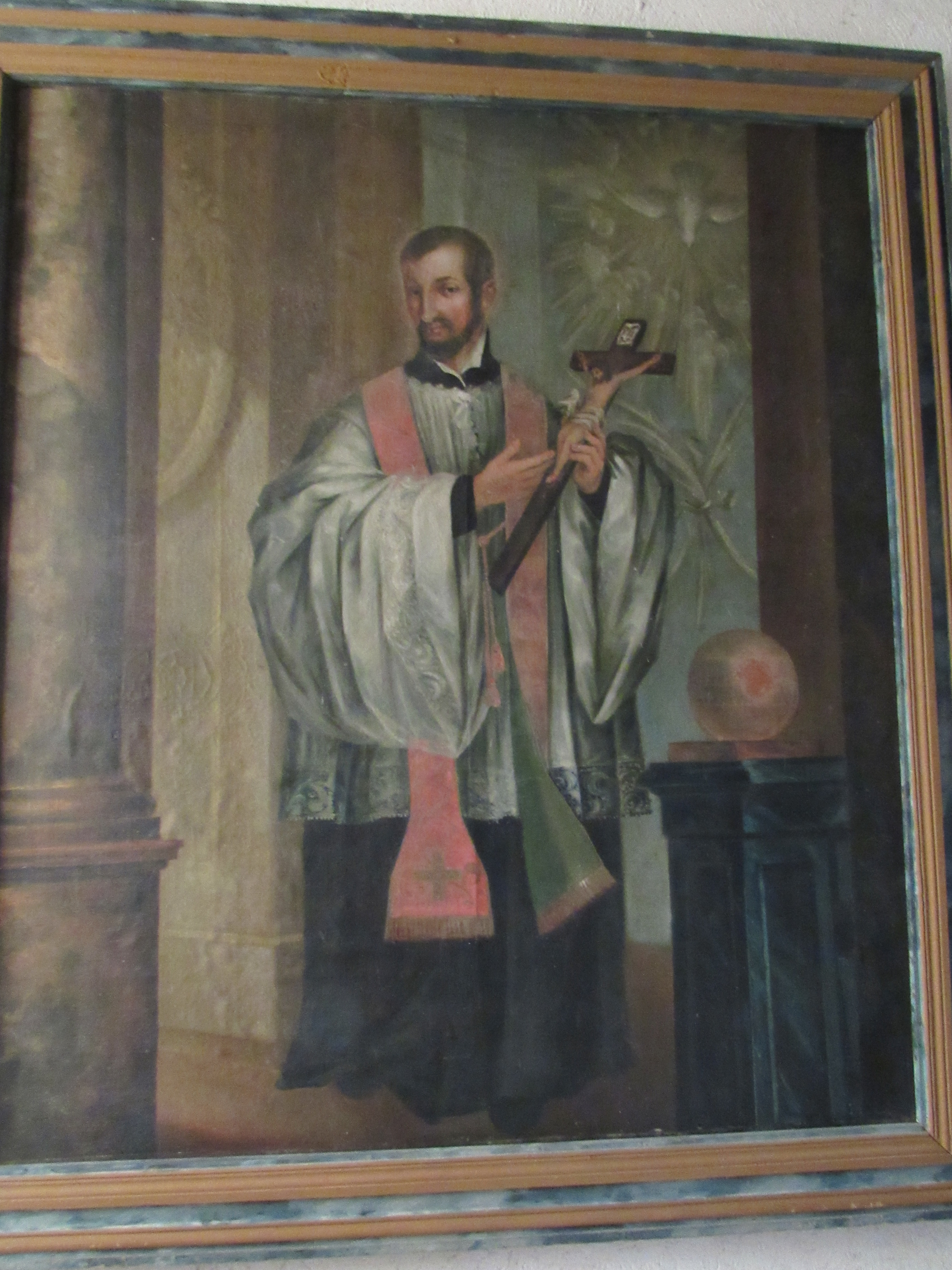
Saint Jean-François Régis, patron de la paroisse dont dépend Saint-Symphorien-de-Mahun

- 2003 : Création de la paroisse « Saint-François Régis des vals d’Ay et de la Daronne », par fusion des paroisses catholiques situées sur les territoires des cantons de Satillieu et de Saint-Félicien à l’exception d’Arlebosc (1er janvier) [1].
- 2022 : Inauguration des travaux sur les toitures (23 septembre).

## Description générale
L’église comprend une nef unique voûtée en plein cintre, deux chapelles formant un transept voûtées en plein cintre, une abside semi circulaire à l'intérieur et à trois pans à l'extérieur, une chapelle latérale au sud voûtée en croisée d'ogive. La croisée du transept est voutée croisée d'ogive. Le clocher à base carrée surplombe le bras nord du transept.
Son plan en croix latine montre une inclinaison vers la gauche de la nef qui symboliserait le Christ mort sur la croix .

## Vocable

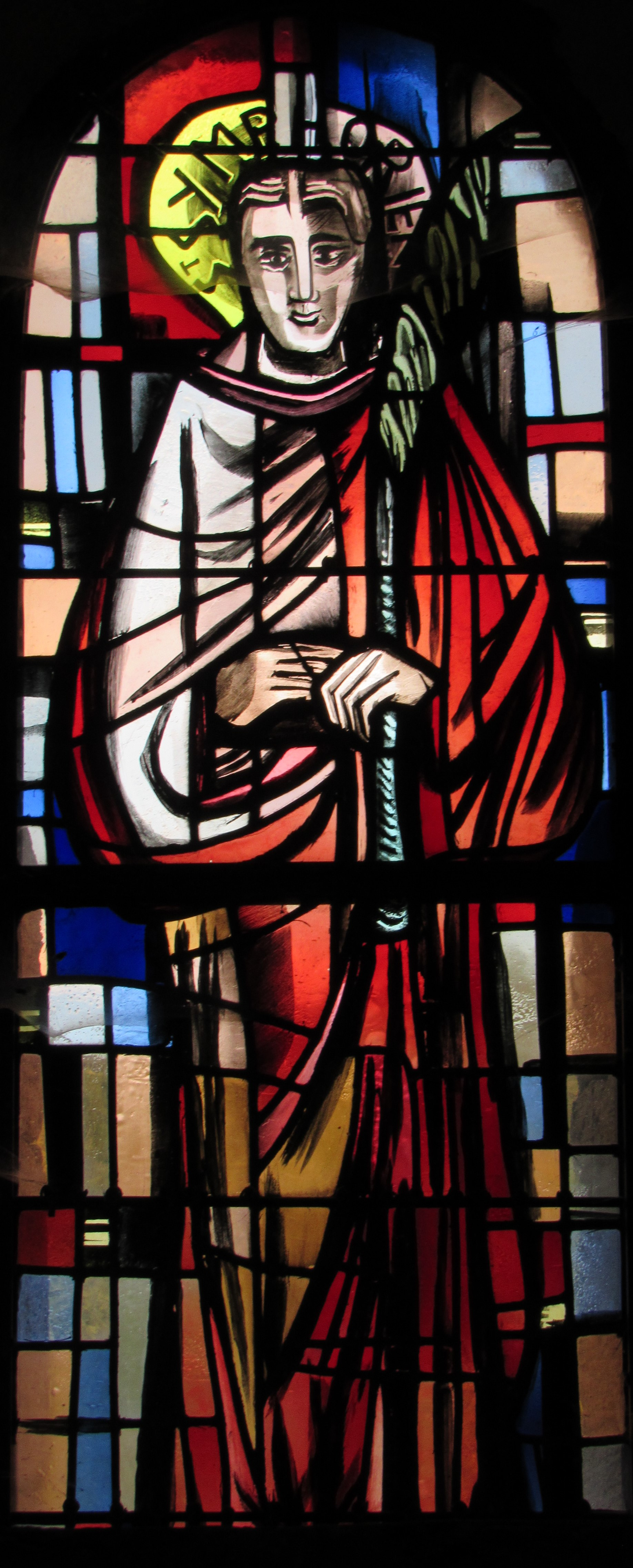
Symphorien d'Autun, patron de l’église de Saint-Symphorien-de-Mahun (vitrail)

Saint Symphorien est le patron de cette église.

## Visite de l'édifice

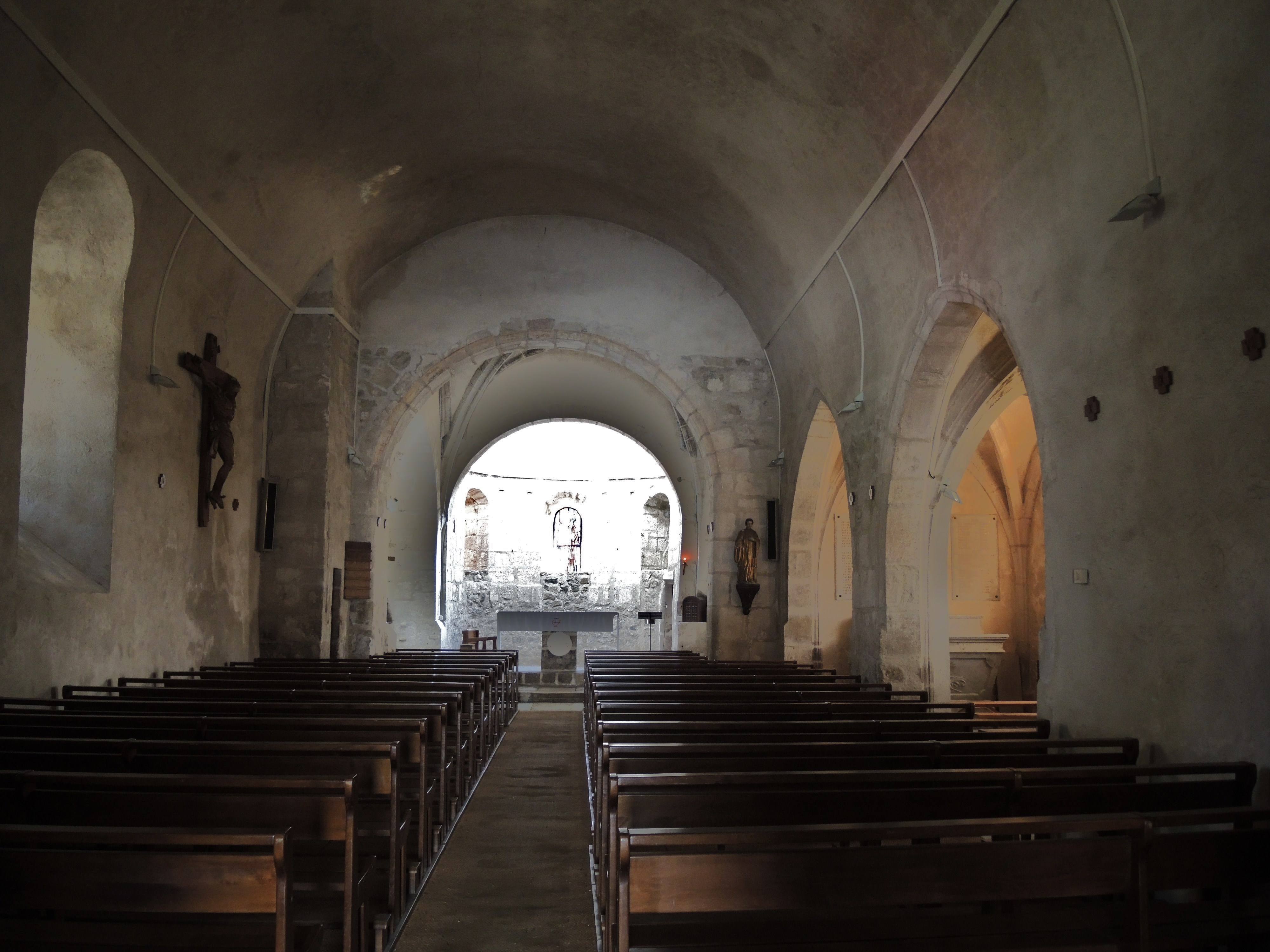
Intérieur de l'église

### Le sanctuaire
Plusieurs éléments aux fonctions liturgiques précises :
- Dans la nef, nous trouvons un Christ en croix datant du XVIe siècle.

- Dans le chœur prennent place :
  - un autre Christ en croix,

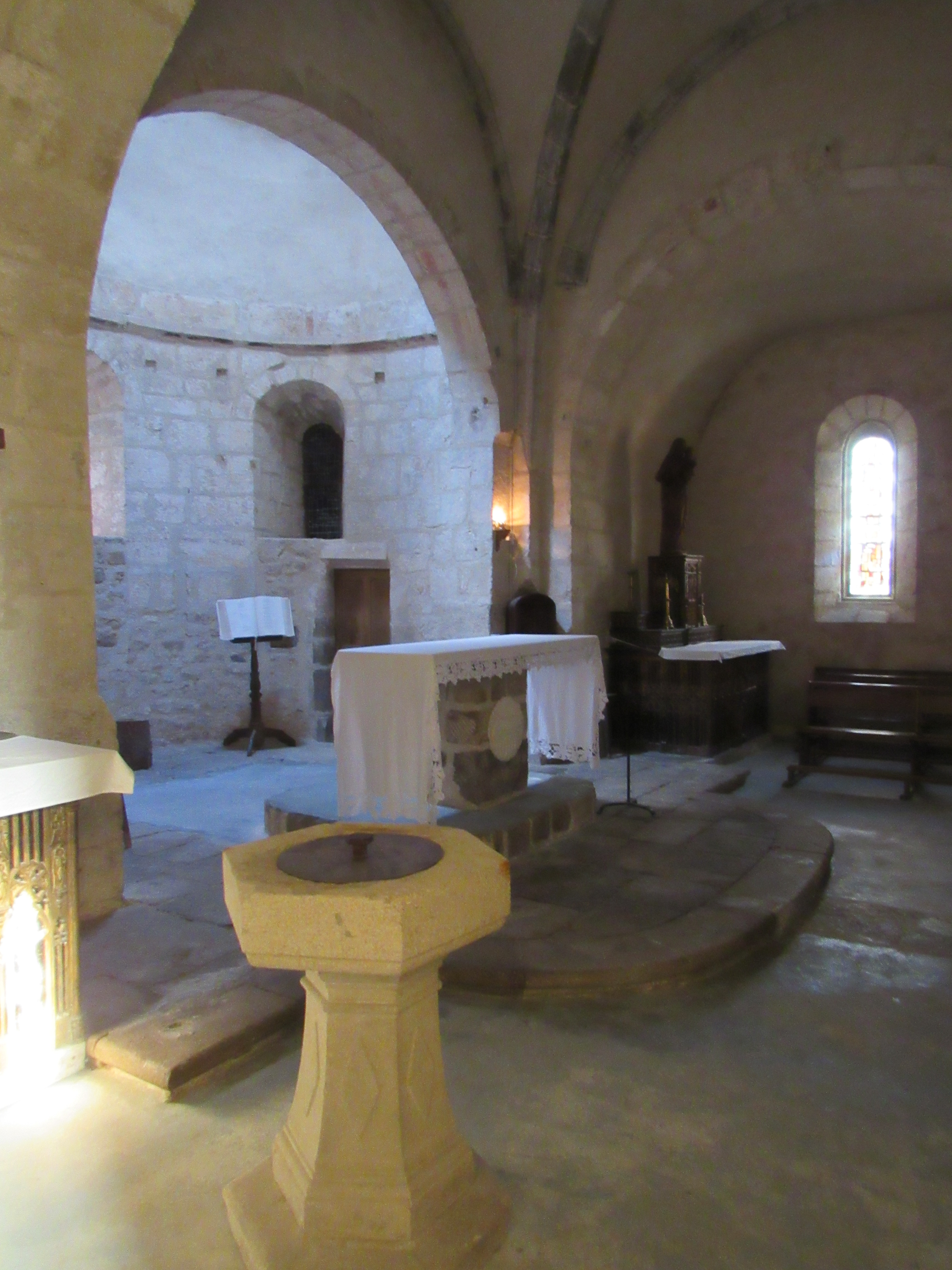
Église de Saint-Symphorien-de-Mahun (intérieur)

  - le siège de présidence, ici un fauteuil,
  - l’ambon, avec son pied en fer forgé,
  - l’autel, reposant sur une colonne en pierres de pays décorée d’un bas-relief

Contemporains avec leurs lignes épurées, l’ambon et l’autel ont été placés à l’issue du Concile Vatican II (deuxième partie du XXe siècle) pour permettre la célébration « face au peuple ».
- à droite de l’autel se trouve le tabernacle avec sa porte en bois sculpté rappelant la porte de l’édifice.

### Vitraux
Un vitrail représente le portrait de saint Symphorien, patron de l’église, les autres des figures géométriques. 
Tous ont été mis en place lors de la restauration de 1966.

### Sculptures

#### Autels
Dans les chapelles latérales se trouvent deux autels en fonte de style néogothique :
- L’autel de la chapelle de la Vierge,
- L’autel de la chapelle saint Joseph.

#### Statues
Plusieurs statues décorent l'église dont : 
- Vierge à l’Enfant,
- Saint Joseph,
- Saint Symphorien, patron de l’église,
- Sainte Jeanne d’Arc,
- Sainte Thérèse de Lisieux.

Elles datent du XVIIIe siècle pour les trois premières, de la première moitié du XXe siècle pour les deux dernières citées ci-dessus.

#### Chemin de croix
Le Chemin de Croix rappelle différents épisodes en quatorze stations du premier vendredi saint : la Passion du Christ. Il date de la deuxième moitié du XXe siècle.

#### Autres éléments
- le baptistère, une cuve hexagonale en pierre de pays. Il est placé au centre de l’édifice près de l’autel. Ce positionnement permet des célébrations communautaires et cœur d’une messe dominicale
- le monument aux morts commémore le sacrifice de cinquante paroissiens entre 1914 et 1918 et de deux paroissiens entre 1939 et 1945. Il forme l’autel de Sainte Jeanne d’Arc.
- la "croix de Saint-Symphorien-de-Mahun"[4] dont l’originale est à l’abri des intempéries dans l’église.
- la croix se trouvant sur le pignon de l’église.

### Cloches

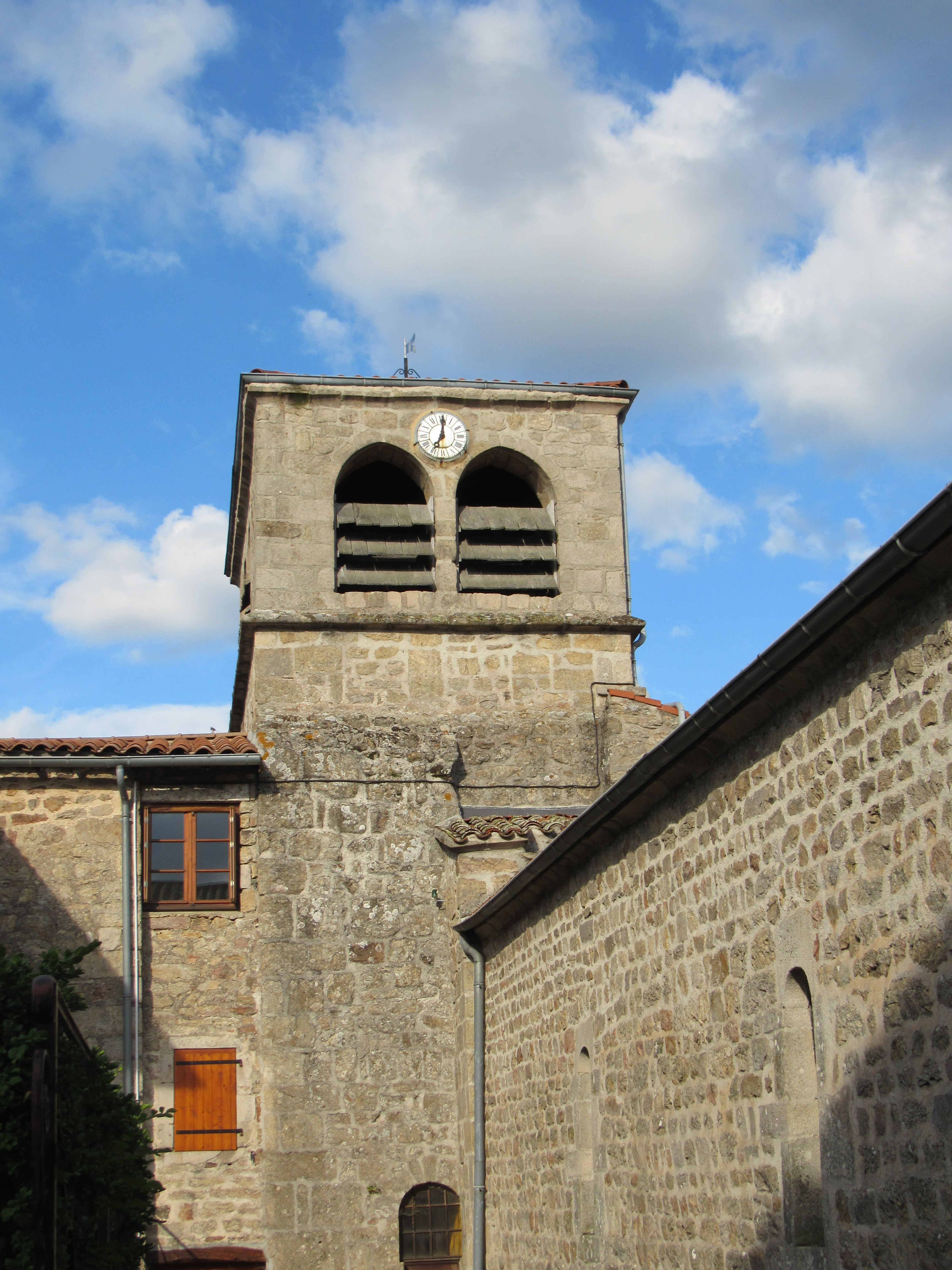
Église de Saint-Symphorien-de-Mahun (clocher)

Trois cloches assurent ici les sonneries civiles (heures) et religieuses. Deux sont classées au titre d’objet parmi les monuments historiques au titre d'objet le 2 mars 1943 . Elles ont été coulées en 1649, 1712 et vers 1825.

## Chronologie des curés

### ? – 1994
Un curé, aidé parfois d'un vicaire a la charge de la paroisse dont le territoire correspond approximativement à celui de la commune. Entre 1963 et 1994 celui-ci n’habitait pas le village.

### 1994 – 2003
Une équipe presbytérale dont les membres sont « curés in solidum » (responsables solidairement) a la charge de l’ensemble des paroisses catholiques du canton de Satillieu et de celle de Lafarre (Ensemble Inter Paroissial de Satillieu).

### Depuis 2003
Avec la création de la paroisse Saint-François Régis (Ay, Daronne) dont le territoire comprend les cantons de Satillieu et de Saint-Félicien à l’exception d’Arlebosc, soit les vallées de l’Ay et de la Daronne, une Équipe d’Animation Pastorale (E.A.P.) composée de laïcs en mission et de prêtres nommés « curés in solidum » à la charge de la paroisse nouvelle.